# میکولا کوسنی
میکولا کوسنی (اوکراینی: Микола Петрович Квасний؛ زادهٔ ۴ ژانویهٔ ۱۹۹۵) بازیکن فوتبال اهل اوکراین است.
از باشگاه‌هایی که در آن بازی کرده‌است می‌توان به باشگاه فوتبال تاوریا سیمفروپول، باشگاه فوتبال آرسنال کی‌یف، و باشگاه فوتبال فورسکلا پولتاوا اشاره کرد.